# Мовсісян Карен Емільйович
Карен Емільйович Мовсісян (вірм. Կարեն Էմիլի Մովսիսյան; нар. 6 січня 1963) – вірменський шахіст, у 1993-1997 роках представник Німеччини, гросмейстер від 1994 року.

## Шахова кар'єра
1983 року виборов титул чемпіона Вірменії серед юніорів до 18 років. На міжнародному рівні почав виступати наприкінці 1990-х років, досягнувши низки успіхів у командному та особистому заліку. Посів або поділив 1-ше місце. зокрема, в таких містах як:
- 1992 – Гамбург,
- 1993 – Берлін (турнір Berliner Sommer), Дрезден,
- 1996 – Манреза (разом з Александиром Делчевим), Беблінген (разом з Левом Гутманом, Клаусом Бішоффом, Георгієм Багатуровим і Рустемом Даутовим),
- 1997 – Гамбург (разом із, зокрема, Доріаном Рогозенком),
- 2000 – Манча-Реаль,
- 2002 – Лорка, Бенаске (разом з Вадимом Міловим),
- 2003 – Мондаріс, Мая (разом з Майклом Оратовскі і Кевіном Спраггеттом), Манча-Реаль (разом з Алексісом Кабрерою),
- 2004 – Мондарис, Кутро,
- 2005 – Ла-Побла-да-Лільєт (разом з Віктором Москаленком), Мондарис – двічі (одноосібно та разом з Алехандро Хоффманом),
- 2006 – Мондарис (разом з Сальвадором Габріелем Дель Ріо Анхелісом), Гранада (разом із, зокрема, Деніел Кампорою, Віталієм Козяком і Енріке Родрігесом Герреро),
- 2007 – Понтеведра, Альбасете (разом із, зокрема, Володимиром Бурмакіним і Ольденом Ернандесом Карменатесом),
- 2008 – Севілья, Імперія, Мілан, Ла-Рода (разом з Алексісом Кабрерою і Фіделем Корралесом Хіменесом), Сіджас (разом із, зокрема, Збігнєвом Паклезою і Олексієм Барсовим).

Найвищий рейтинг Ело в кар'єрі мав станом на 1 липня 2009 року, досягнувши 2570 очок займав тоді 8-ме місце серед вірменських шахістів.

## Зміни рейтингу
| На цьому місці має відображатися графік чи діаграма, однак з технічних причин його відображення наразі вимкнено. Будь ласка, не видаляйте код, який викликає це повідомлення. Розробники вже працюють для того, щоби відновити штатне функціонування цього графіка або діаграми. | |
| | На цьому місці має відображатися графік чи діаграма, однак з технічних причин його відображення наразі вимкнено. Будь ласка, не видаляйте код, який викликає це повідомлення. Розробники вже працюють для того, щоби відновити штатне функціонування цього графіка або діаграми. |